# E.C. Hill
Yconda Tiease Hill, detta E.C. (Chicago, 6 luglio 1971), è un'ex cestista e allenatrice di pallacanestro statunitense, professionista nella ABL e nella WNBA.

## Carriera

### Giocatrice
Con gli Stati Uniti ha disputato le Universiadi di Buffalo 1993.

### Allenatrice
Dal 2021 è capo allenatore della Delaware State University.